# Världsmästerskapen i nordisk skidsport 2009
Världsmästerskapen i nordisk skidsport 2009 avgjordes i Liberec i Tjeckien 18 februari–1 mars 2009. Det internationella skidsportförbundet FIS tog beslutet på ett möte i Miami i delstaten Florida i USA den 3 juni 2004, då Oslo i Norge fick ge sig med röstsiffrorna 4–11. Tävlingsprogrammet antogs av FIS på ett möte i Portorož i Slovenien 25–28 maj 2007.
Organisationskommittén leddes av Roman Kumpošt. Den tjeckiska längdskidåkerskan Kateřina Neumannová, sexfaldig olympisk medaljör, var hedersvicepresident för organisationskommittén.
2009 var året då backhoppning för damer debuterade i världsmästerskapssammanhang.
Tyskland måste ha slagit någon sorts rekord i detta VM. Av de 9 medaljer de tog blev det ett brons och inte mindre än 8 silver, dvs 89%.

## Längdskidåkning

### Program
| Längdskidåkning  |           |                                                   |        |                                                    |
| Datum            | Tid (CET) | Distans Startteknik                               | Kön    | Regerande mästare Nation (Årtal)                   |
| 19 februari 2009 | 11:30     | 10 km Klassisk stil Intervallstart                | Damer  | Bente Skari Norge 2003                             |
| 20 februari 2009 | 13:00     | 15 km Klassisk stil Intervallstart                | Herrar | Axel Teichmann Tyskland 2003                       |
| 21 februari 2009 | 13:00     | Dubbeljakt (7,5 km F + 7,5 km K) Masstart         | Damer  | Olga Savjalova Ryssland 2007                       |
| 22 februari 2009 | 13:00     | Dubbeljakt (15 km F + 15 km K) Masstart           | Herrar | Axel Teichmann Tyskland 2007                       |
| 24 februari 2009 | 13:00     | Sprint Fristil Final: Heat med 6 tävlande i varje | Damer  | Astrid Jacobsen Norge 2007                         |
| 24 februari 2009 | 13:00     | Sprint Fristil Final: Heat med 6 tävlande i varje | Herrar | Jens Arne Svartedal Norge 2007                     |
| 25 februari 2009 | 13:00     | Sprintstafett Klassisk stil Masstart              | Damer  | Riitta-Liisa Roponen & Virpi Kuitunen Finland 2007 |
| 25 februari 2009 | 13:00     | Sprintstafett Klassisk stil Masstart              | Herrar | Renato Pasini & Cristian Zorzi Italien 2007        |
| 26 februari 2009 | 13:00     | Stafett 4x5 km Masstart                           | Damer  | Finland 2007                                       |
| 27 februari 2009 | 13:00     | Stafett 4x10 km Masstart                          | Herrar | Norge 2007                                         |
| 28 februari 2009 | 13:00     | 30 km Fristil Masstart                            | Damer  | Olga Savjalova Ryssland 2003                       |
| 1 mars 2009      | 13:00     | 50 km Fristil Masstart                            | Herrar | Martin Koukal Tjeckien 2003                        |

Regerande världsmästare avser den skidåkare som vann senast distansen hölls på ett världsmästerskap

## Distanser/grenar på programmet
| Längdskidåkning                    | Backhoppning        | Nordisk kombination           |
| Herrar                             |                     |                               |
| 15 km Klassisk stil Intervallstart | HS 100 Individuellt | HS 100 + 10 km F Individuellt |
| 15 km K + 15 km F Masstart         | HS 134 Individuellt | HS 134 + 10 km F Individuellt |
| Sprint F                           | HS 134 Lag          | HS 134 + 4x5 km Lag           |
| Lagsprint Klassisk stil            |                     |                               |
| Stafett 4x10 km Masstart           |                     |                               |
| 50 km F Masstart                   |                     |                               |
| Damer                              |                     |                               |
| 10 km Klassisk stil Intervallstart | HS 100 Individuellt |                               |
| 7,5 km K + 7,5 km F Masstart       |                     |                               |
| Sprint F                           |                     |                               |
| Lagsprint Klassisk stil            |                     |                               |
| Stafett 4x5 km Masstart            |                     |                               |
| 30 km F Masstart                   |                     |                               |

## Sveriges deltagare

### Damer
- Anna Haag
- Anna Olsson
- Britta Norgren
- Charlotte Kalla
- Hanna Brodin
- Ida Ingemarsdotter
- Lina Andersson

### Herrar
- Andreas Arén, backhoppning
- Anders Södergren
- Björn Lind
- Daniel Rickardsson
- Emil Jönsson
- Johan Erikson, backhoppning
- Johan Olsson
- Marcus Hellner
- Mathias Fredriksson
- Mats Larsson
- Thobias Fredriksson

## Resultat, längdskidor

### Damer
För placering 4-10 och svenska placeringar, klicka på "Visa".

### Herrar
För placering 4-10 och svenska placeringar, klicka på "Visa".

## Resultat, backhoppning

### Herrar
Not: På grund av för mycket snöande kunde inte andra omgången av backhoppningen den 27 februari 2009 avgöras, så tävlingsresultatet efter första hoppet blev gällande slutresultat.

## Resultat, nordisk kombination
Not: Masstarten i nordisk kombination skulle ha avgjorts den 19 februari. Men pga. för mycket snöande kunde inte hoppningen avgöras samma dag, så den avgjordes inte förrän dagen efter den 20 februari.

## Medaljfördelning
| Nr | Land      | Guld | Silver | Brons | Totalt |
| -- | --------- | ---- | ------ | ----- | ------ |
| 1  | Norge     | 5    | 4      | 3     | 12     |
| 2  | USA       | 4    | 1      | 1     | 6      |
| 3  | Finland   | 3    | 0      | 5     | 8      |
| 4  | Österrike | 2    | 1      | 0     | 3      |
| 5  | Polen     | 2    | 0      | 1     | 3      |
| 6  | Italien   | 1    | 1      | 2     | 4      |
| 7  | Japan     | 1    | 0      | 1     | 2      |
| 7  | Schweiz   | 1    | 0      | 1     | 2      |
| 9  | Estland   | 1    | 0      | 0     | 1      |
| 10 | Tyskland  | 0    | 8      | 1     | 9      |
| 11 | Ryssland  | 0    | 2      | 1     | 3      |
| 11 | Sverige   | 0    | 2      | 1     | 3      |
| 13 | Tjeckien  | 0    | 1      | 0     | 1      |
| 14 | Frankrike | 0    | 0      | 2     | 2      |
| 15 | Ukraina   | 0    | 0      | 1     | 1      |